# Juan de Santa Cruz Pachacuti Yamqui Salcamaygua
Juan de Santa Cruz Pachacuti Yamqui Salcamaygua (Layo, Intendencia del Cuzco, Virreinato del Perú, fines del siglo XVI–siglo XVII) fue un escritor, poeta, cronista e historiador indígena peruano, autor de la obra Relación de las antigüedades del Reino del Perú, de breve extensión, pero de gran valor por la información de tipo etnohistórico que proporciona.

## Biografía
Todo lo que sabemos de la vida de este personaje lo cuenta él mismo en la introducción de su obra. Nació hacia fines del siglo XVI, siendo natural de los pueblos de Santiago de Hananguaygua y Huringuaiguacanchi del Urcosuyo, entre Canas y Canchis, perteneciente a la región del Collasuyo. Era hijo legítimo de Diego Felipe de Condorcanqui y de María Guayrotari, descendientes de la nobleza aimara local.
Posiblemente nació en el actual distrito de Layo, de la provincia de Canas, en el departamento del Cuzco. Esta interpretación sigue la lógica de su propio discurso: Canas y Canchis son provincias actuales del departamento del Cuzco, ubicadas antiguamente en el Collasuyo, área en la que se hablaba lengua aimara hasta bien entrado el siglo XVIII.[cita requerida]
Su Relación se inicia con el siguiente párrafo en la que reseña sus datos biográficos:

"Yo, don Joan de Santa Cruz Yamqui Salcamayhua, cristiano por la gracia de Dios Nuestro Señor, natural de los pueblos de Santiago de Hananguaygua y Huringuaiguacanchi de Orcusuyu entre Canas y Canchis de Collasuyo, hijo legítimo de Don Diego Felipe de Condorcanqui y de Doña María Guayrotari; nieto legítimo de Don Baltazar Cacyabiqui y de Don Francisco Yanquihuanac, etc., tataranieto de… y de Don Gonzalo Pizarro Tintaya y de Don Carlos Huanco,	todos caciques principales...".

## Obra

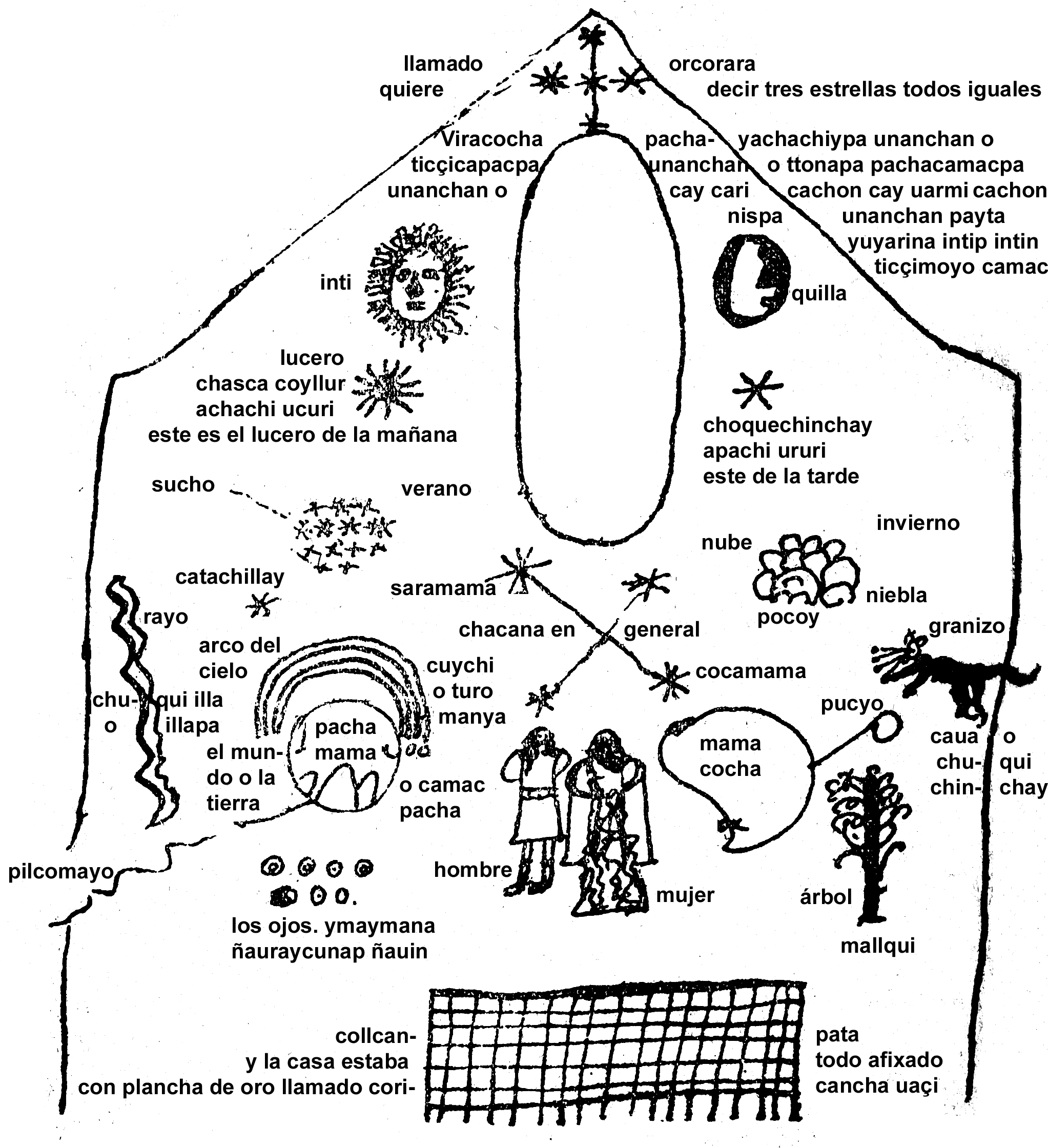
Representación de la cosmovisión incaica que aparece en la obra de Juan de Santa Cruz Pachacuti Yamqui Salcamayhua, que lo reprodujo de una imagen que se hallaba en el Templo del Sol o Coricancha del Cuzco.

Su Relación de las antigüedades del Reino del Perú es, según su propio testimonio, una recopilación de tradiciones, «noticias antiquísimas» y «fábulas del tiempo de las gentilidades», que escuchó cuando era niño de boca de sus antepasados. Está escrito en un castellano rudimentario, mezclado con frases en quechua y aimara.  Acompaña al texto con dibujos.
Se cree que fue escrita hacia 1620;  otros sostienen que alrededor de 1613. Fue publicada en 1879 por Marcos Jiménez de la Espada, con otras dos crónicas, bajo el título de Tres relaciones de antigüedades peruanas. El original se encuentra actualmente en la Biblioteca Nacional de España. Existe una edición anterior, en idioma inglés, realizada por sir Clements R. Markham en 1873.
Consta de diez capítulos, cada una de las cuales es un cantar sobre la vida de un Inca. No incluye a los Incas que carecen de hazañas guerreras. Pese a ser collagua (que fueron inicialmente enemigos de los incas y luego sus vasallos), Santa Cruz Pachacuti demuestra respetuosa imparcialidad en su relato. Recuerda a la obra de Felipe Guamán Poma de Ayala en lo áspero de su lenguaje y en la elocuencia de los dibujos que acompañan al texto. Uno de dichos dibujos es un diseño que supuestamente habría figurado en la pared principal del «altar mayor» del templo de Coricancha en el Cuzco, y que representa la cosmovisión andina («mapa cosmogónico»).
Destacan también en la obra, las canciones y poesías en idioma nativo, que han sido citadas recurrentemente por diversos críticos y estudiosos de la literatura prehispánica como ejemplares de la poesía quechua.
Según Edmundo Guillén, este libro constituye una fuente excepcional para el estudio de la historia inca en su perspectiva andina. Considera que sus datos sobre la historia inca que van desde Pachacútec hasta Huáscar son de excepcional valor, por confirmar la versión de los cronistas españoles.